# Neiva P-56 Paulistinha
Die Neiva P-56 Paulistinha ist ein Schulflugzeug des brasilianischen Herstellers Indústria Aeronáutica Neiva.

## Geschichte und Konstruktion
Die P-56 Paulistinha ist eine Weiterentwicklung der von der Companhia Aeronáutica Paulista gebauten CAP-4 Paulistinha, für die Neiva die Rechte erworben hatte und wurde als militärisches und wird noch immer als ziviles Schulflugzeug eingesetzt. Die Maschine ist ein abgestrebter und verspannter Schulterdecker, mit einem Rumpf aus Stahlrohren, der wie die Tragflächen mit Stoff bespannt ist. Das Flugzeug verfügt über ein geschlossenes zweisitziges Tandemcockpit und ein nicht einziehbares Spornradfahrwerk. Als Antrieb wurden verschiedene Motoren verwendet, vorwiegend Continental C90-8F oder C90-14F mit 66 kW aber auch der Lycoming O-235B mit 74 kW oder der Lycoming O-320 mit 110 kW. Die Maschinen, welche mit dem Lycoming O-320 ausgestattet sind, tragen die Bezeichnung P-56 C.
Die Konstruktion diente auch als Grundlage für ein Landwirtschaftsflugzeug, die P-56 Agricola, in das ein Chemikalienbehälter aus Glasfaser und Sprühdüsen eingebaut wurden. Von diesem Modell wurden weniger als 60 Exemplare gebaut, da es sich gegen die ausländische Konkurrenz mit ihren speziell für diese Aufgaben entwickelten Mustern nicht durchsetzen konnte.

## Varianten
- P-56 Agricola – Landwirtschaftsflugzeug

## Militärische Nutzer
- Brasilien

## Technische Daten
| Kenngröße             | Daten                             |
| --------------------- | --------------------------------- |
| Besatzung             | 1 + 1                             |
| Länge                 | 6,76 m                            |
| Spannweite            | 10,80 m                           |
| Höhe                  | 2,08 m                            |
| Flügelfläche          | ?                                 |
| Leermasse             | 445 kg                            |
| max. Startmasse       | 660 kg                            |
| Reisegeschwindigkeit  | 130 km/h                          |
| Höchstgeschwindigkeit | 168 km/h                          |
| Dienstgipfelhöhe      | 4420 m                            |
| Reichweite            | 3 Stunden                         |
| Triebwerke            | 1 × Lycoming O-320-E2A mit 110 kW |